# Кубок Федерации 2014
Кубок Федерации 2014 — 52-й по счёту розыгрыш наиболее престижного кубка среди сборных команд по теннису среди женщин.
Сборная Чехии вернула себе титул сильнейшей команды турнира после годичного перерыва.

## Мировая группа

### Сетка
|                          | Четвертьфиналы 8-9 февраля     | Четвертьфиналы 8-9 февраля     | Четвертьфиналы 8-9 февраля     |                                |                                | Полуфиналы 19-20 апреля   | Полуфиналы 19-20 апреля   | Полуфиналы 19-20 апреля   |                           |                           | Финал 8-9 ноября       | Финал 8-9 ноября       | Финал 8-9 ноября       |                        |                        |
|                          |                                |                                |                                |                                |                                |                           |                           |                           |                           |                           |                        |                        |                        |                        |                        |
|                          |                                |                                |                                |                                |                                |                           |                           |                           |                           |                           |                        |                        |                        |                        |                        |
| Кливленд, США — хард(i)  |                                |                                |                                |                                |                                |                           |                           |                           |                           |                           |                        |                        |                        |                        |                        |
|                          | 1                              | Италия                         | 3                              |                                |                                |                           |                           |                           |                           |                           |                        |                        |                        |                        |                        |
|                          |                                | США                            | 1                              |                                |                                | Острава, Чехия — хард(i)  | Острава, Чехия — хард(i)  | Острава, Чехия — хард(i)  | Острава, Чехия — хард(i)  | Острава, Чехия — хард(i)  |                        |                        |                        |                        |                        |
|                          |                                |                                |                                |                                | 1                              | Италия                    | 0                         |                           |                           |                           |                        |                        |                        |                        |                        |
| Севилья, Испания — грунт | Севилья, Испания — грунт       | Севилья, Испания — грунт       | Севилья, Испания — грунт       |                                | 3                              | Чехия                     | 4                         |                           |                           |                           |                        |                        |                        |                        |                        |
|                          | 3                              | Чехия                          | 3                              |                                |                                |                           |                           |                           |                           |                           |                        |                        |                        |                        |                        |
|                          |                                | Испания                        | 2                              |                                |                                |                           |                           |                           |                           |                           | Прага, Чехия - хард(i) | Прага, Чехия - хард(i) | Прага, Чехия - хард(i) | Прага, Чехия - хард(i) | Прага, Чехия - хард(i) |
|                          |                                |                                |                                |                                |                                |                           |                           |                           |                           |                           | 3                      | Чехия                  | 3                      |                        |                        |
|                          | Братислава, Словакия — хард(i) | Братислава, Словакия — хард(i) | Братислава, Словакия — хард(i) | Братислава, Словакия — хард(i) | Братислава, Словакия — хард(i) |                           |                           |                           |                           |                           |                        | Германия               | 1                      |                        |                        |
|                          |                                | ' Германия                     | 3                              |                                |                                |                           |                           |                           |                           |                           |                        |                        |                        |                        |                        |
|                          | 4                              | Словакия                       | 1                              |                                |                                | Брисбен, Австралия — хард | Брисбен, Австралия — хард | Брисбен, Австралия — хард | Брисбен, Австралия — хард | Брисбен, Австралия — хард |                        |                        |                        |                        |                        |
|                          |                                |                                |                                |                                |                                | ' Германия                | 3                         |                           |                           |                           |                        |                        |                        |                        |                        |
| Хобарт, Австралия — хард | Хобарт, Австралия — хард       | Хобарт, Австралия — хард       | Хобарт, Австралия — хард       |                                |                                | Австралия                 | 1                         |                           |                           |                           |                        |                        |                        |                        |                        |
|                          |                                | Австралия                      | 4                              |                                |                                |                           |                           |                           |                           |                           |                        |                        |                        |                        |                        |
|                          | 2                              | Россия                         | 0                              |                                |                                |                           |                           |                           |                           |                           |                        |                        |                        |                        |                        |

## Плей-офф Мировой группы
Четыре сборные, проигравшие в первом раунде Мировой группы (Испания, Россия, Словакия и США) встречаются с четырьмя сборными-победителями Мировой группы II (Аргентина, Канада, Польша и Франция).
Дата: 19-20 апреля
| Город (покрытие)          |             | Счёт |              |
| ------------------------- | ----------- | ---- | ------------ |
| Сочи, Россия, грунт(i)    | Россия (1)  | 4-0  | Аргентина    |
| Квебек, Канада, хард(i)   | Канада      | 3-1  | Словакия (2) |
| Сент-Луис, США, хард(i)   | США (3)     | 2-3  | Франция      |
| Барселона, Испания, грунт | Испания (4) | 2-3  | Польша       |

- Россия, Канада, Франция и Польша переходят в 2015 году в турнир Мировой группы
- Аргентина, Словакия, США и Испания переходят в 2015 году в турнир Мировой группы II

## Мировая группа II
Дата: 8-9 февраля
| Город (покрытие)               |            | Счёт |               |
| ------------------------------ | ---------- | ---- | ------------- |
| Монреаль, Канада, хард(i)      | Канада     | 3-1  | Сербия (1)    |
| Бурос, Швеция, хард(i)         | Швеция (3) | 2-3  | Польша        |
| Париж, Франция, хард(i)        | Франция    | 3-2  | Швейцария (4) |
| Буэнос-Айрес, Аргентина, грунт | Аргентина  | 3-1  | Япония (2)    |

- Аргентина, Канада, Польша и Франция далее переходят в плей-офф Мировой группы за право выйти в Мировую группу
- Сербия, Швейцария, Швеция и Япония далее переходят в плей-офф Мировой группы II за право остаться в Мировой группе II

## Плей-офф Мировой группы II
Дата: 19-20 апреля
Четыре сборные, проигравшие в Мировой группе II (Сербия, Швейцария, Швеция и Япония) встречаются с четырьмя сборными-победителями региональных зон (Бразилия, Нидерланды, Румыния и Таиланд):
| Город (покрытие)                  |            | Счёт |               |
| --------------------------------- | ---------- | ---- | ------------- |
| Бухарест, Румыния, грунт          | Румыния    | 4-1  | Сербия (1)    |
| Хертогенбос, Нидерланды, грунт(i) | Нидерланды | 3-2  | Япония (2)    |
| Лидчёпинг, Швеция, хард(i)        | Швеция (3) | 4-0  | Таиланд       |
| Катандува, Бразилия, грунт        | Бразилия   | 1-4  | Швейцария (4) |

- Сборные Швеции и Швейцарии сохраняют место в Мировой группе II в 2015 году
- Сборные Румынии и Нидерландов переходят в Мировую группу II в 2015 году
- Сборная Сербии вылетает в Группу I Зоны Европа/Африка в 2015 году
- Сборные Японии и Таиланда вылетают в Группу I Зоны Азия/Океания в 2015 году
- Сборная Бразилии вылетает в Группу I Зоны Америка в 2015 году

## Региональные зоны

### Зона Америка

#### Группа I
Место проведения: Paraguayan Yacht and Golf Club, Ламбаре, Парагвай, грунт
Дата: 5 — 8 февраля
Участвующие сборные

- Бразилия — переходит в Плей-офф Мировой группы II.
- Венесуэла
- Колумбия
- Мексика
- Парагвай
- Багамские Острова — переходит в Группу II зоны Америка.
- Эквадор — переходит в Группу II зоны Америка.

#### Группа II
Место проведения: Palmas Athletic Club, Умакао, Пуэрто-Рико, хард
Дата: 7 — 12 апреля
Участвующие сборные

| - Боливия — переходит в Группу I зоны Америка. - Чили — переходит в Группу I зоны Америка. - Барбадос - Бермудские Острова - Гватемала - Доминиканская Республика | - Коста-Рика - Панама - Перу - Пуэрто-Рико - Тринидад и Тобаго - Уругвай |

### Зона Азия/Океания

#### Группа I
Место проведения: Национальный теннисный центр, Астана, Казахстан, хард(i)
Дата: 5 — 8 февраля
Участвующие сборные

- Таиланд — переходит в Плей-офф Мировой группы II.
- Казахстан
- Китай
- Китайский Тайбэй
- Узбекистан
- Республика Корея
- Индонезия — переходит в Группу II зоны Азия/Океания.

#### Группа II
Место проведения: Национальный теннисный центр, Астана, Казахстан, хард(i)
Дата: 4 — 8 февраля
Участвующие сборные

- Гонконг — переходит в Группу I зоны Азия/Океания.
- Вьетнам
- Индия
- Иран
- Ирак
- Кыргызстан
- Малайзия
- Новая Зеландия
- Пакистан
- Сингапур
- Туркменистан
- Филиппины
- Шри-Ланка

### Зона Европа/Африка

#### Группа I
Место проведения: Syma Event and Congress Centre, Будапешт, Венгрия, хард(i)
Дата: 4 — 9 февраля
Участвующие сборные

- Нидерланды — переходит в Плей-офф Мировой группы II.
- Румыния — переходит в Плей-офф Мировой группы II.
- Австрия
- Беларусь
- Бельгия
- Болгария
- Великобритания
- Венгрия
- Израиль
- Латвия
- Португалия
- Турция
- Украина
- Хорватия
- Люксембург — переходит в Группу II Зоны Европа/Африка.
- Словения — переходит в Группу II Зоны Европа/Африка.

#### Группа II
Место проведения:  Siauliai Tennis School, Шяуляй, Литва, хард(i)
Дата: 16 — 19 апреля
Участвующие сборные

- Грузия — переходит в Группу I Зоны Европа/Африка.
- Лихтенштейн — переходит в Группу I Зоны Европа/Африка.
- Босния и Герцеговина
- Египет
- Финляндия
- ЮАР
- Литва — переходит в Группу III Зоны Европа/Африка.
- Черногория — переходит в Группу III Зоны Европа/Африка.

#### Группа III
Место проведения: Tere Tennis Center, Таллин, Эстония, хард(i)
Дата: 5 — 8 февраля
Участвующие сборные

| - Ирландия — переходит в Группу II Зоны Европа/Африка. - Эстония — переходит в Группу II Зоны Европа/Африка. - Армения - Греция - Дания - Исландия | - Республика Кипр - Мадагаскар - Мальта - Молдова - Намибия - Норвегия |